# Ilpirski
Ilpirski (en rus: Ильпырский) és un poble del krai de Kamtxatka, a Rússia, que el 2021 tenia 131 habitants. Pertany al districte d'Ossora.